# 2-я Конная армия
Вторая конная армия — конная армия РККА, во время гражданской войны. Создана приказом РВС Юго-Западного фронта от 16 июля 1920 года. Находилась в составе Юго-Западного фронта, с 21 сентября 1920 года — Южного фронта. Возникла на базе конного корпуса Ф. К. Миронова и  1-го Конного корпуса 10-й армии (бывшего конно-сводного корпуса Б. М. Думенко (20-я и 21-я кавалерийские дивизии).

## Состав
В армию входили:
- 2-я им. М. Ф. Блинова кавалерийская дивизия (июль — декабрь 1920)
- 16-я кавалерийская дивизия (июль — декабрь 1920)
- 20-я кавалерийская дивизия (июль — сентябрь 1920)
- 21-я кавалерийская дивизия (июль — декабрь 1920)
- 3-я стрелковая дивизия (октябрь 1920)
- 46-я стрелковая дивизия (октябрь 1920)

## Боевые действия
Несмотря на недостаток лошадей, вооружения, снаряжения и другого, 2-я конная армия (около 4800 сабель, 600 штыков, 55 орудий, 16 бронеавтомобилей) уже через 10 дней после начала своего формирования, 26 июля 1920 года, вступила в бои с войсками Врангеля. В ходе Северно-Таврийской операции во взаимодействии с 13-й армией она отбросила белых от города Александровска. В августе вела бои в Северной Таврии между Днепром и рекой Молочной. 
В конце августа армия прорвалась в тыл противника и совершила 220-километровый рейд до Каховского плацдарма. Белым был нанесён большой урон, но и сама армия понесла большие потери. Это стало причиной замены её командующего Оки Городовикова на  Филиппа Миронова. Армия же в сентябре 1920 года была выведена на пополнение. Её численность была доведена до 17 тысяч человек.
В октябре вела бои на правобережье Днепра против врангелевских войск и во взаимодействии с 6-й армией нанесла удар по конному корпусу генерала Барбовича. В боях 13-14 октября все белые войска были отброшены за Днепр. 
В ночь на 26 октября, за 2 дня до начала наступления войск Южного фронта в Северной Таврии, форсировала Днепр южнее Никополя и захватила плацдарм, за удержание которого вела упорные бои. После чего нанесла удар на Большую и Малую Белозерку, сыграв значительную роль в поражении войск Русской армии Врангеля. Участвовала в Перекопско-Чонгарской операции (1920) — будучи введена в прорыв 11 ноября, разбила малочисленную конницу И. Г. Барбовича и преследовала отступавшие с боями белогвардейские войска. 12 ноября заняла Джанкой, 13 ноября — Симферополь.
6 декабря 1920 года 2-я конная армия переформирована во 2-й конный корпус.

## Командный состав

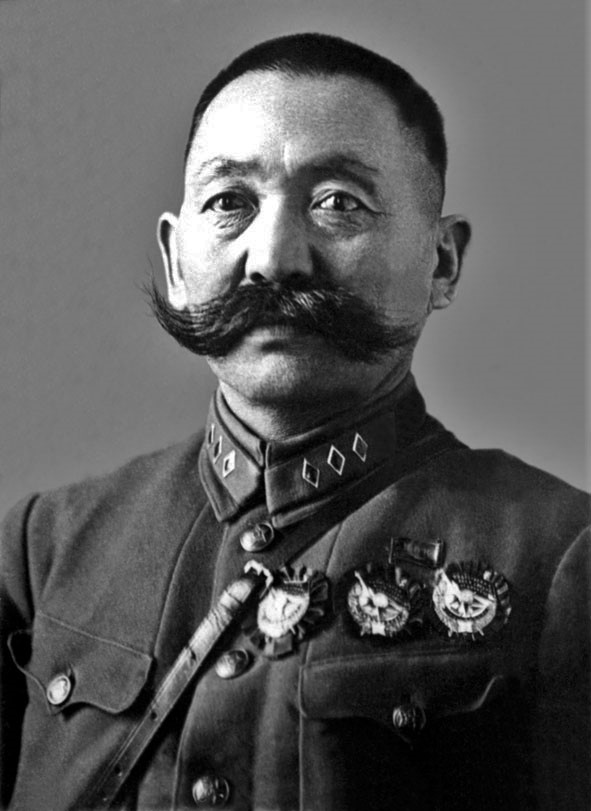
1-й командующий Ока Городовиков

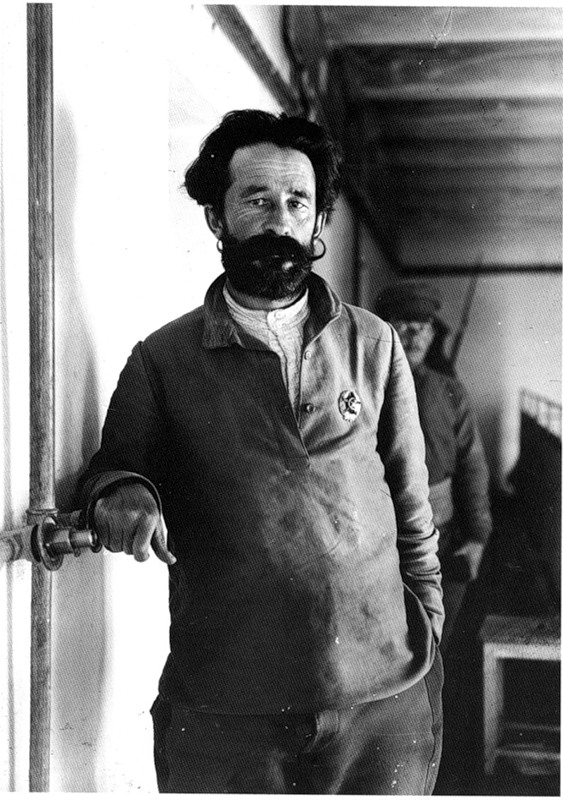
2-й командующий Филипп Миронов

- О. И. Городовиков (16 июля — 6 сентября 1920)[2]
- Ф. К. Миронов (6 сентября — 6 декабря 1920).

Члены РВС:
- Щаденко Е. А. (16 июля — 8 октября 1920)
- Макошин К. А. (16 июля — 6 декабря 1920)
- Борчанинов А. Л. (8 октября — 18 ноября 1920)
- Горбунов Н. П. (27 октября — 18 ноября 1920)
- Полуян Д. В. (8 октября — 6 декабря 1920)

Начальники штаба:
- Харламов С. Д. (17 — 28 июля 1920)
- Щёлоков Н. К. (28 июля — 10 октября 1920)
- Армадеров Г. А. (10 октября — 6 декабря 1920)

Начальники Особого отдела ВЧК
- Турло С. С. (1920)